# Stea zombi
O stea zombi este rezultatul ipotetic al unei supernove de tip Iax care lasă în urmă o stea rămășiță, mai degrabă decât să disperseze complet masa stelară. Supernovele de tip Iax sunt similare cu tipul Ia, dar au o viteză de ejectare mai mică și o luminozitate mai mică. Supernovele de tip Iax pot apărea la o rată între 5 și 30% din rata supernovei Ia. Au fost identificate treizeci de astfel de supernove.
Într-un sistem binar format dintr-o pitică albă și o stea însoțitoare, pitica albă îndepărtează materialul din steaua însoțitoare. În mod normal, pitica albă ar atinge în cele din urmă o masă critică, iar reacțiile de fuziune ar face-o să explodeze și să se disipeze complet, dar într-o supernova de tip Iax, doar jumătate din masa piticii albe se pierde.